# Аспис (литературное объединение)
Аспис (сокр. от Ассоциация писателей, укр. Асоціація письменників) — литературное объединение украинских писателей, действовавшее в Киеве в 1923—1924 гг. В данное объединение также входила литературная группа «Неоклассики». Аспис перестал существовать после того, как Валерьян Пидмогильный, Евгений Плужник и Борис Антоненко-Давидович и Григорий Косынка перешли в группу «Мастерская революционного слова».

## Источник
- Українська радянська енциклопедія/ ред. М. Бажан; 2-е видання. — К., 1974—1985